# Hypodéveloppement
L'hypodéveloppement est un sous-développement d'une partie anatomique. 
Par exemple, on parle d'hypodéveloppement  : 
- de certaines régions du cerveau,
- des maxillaires,
- d'un canal artériel,
- des organes sexuels mâles,
- alvéolaire

Tous ces hypodéveloppements peuvent être liées à des pathologies plus ou moins graves. Par exemple, un hypodéveloppement des maxillaires peut être une cause de l'apnée du sommeil. 